# Stadslaankerk
De Stadslaankerk is een kerkgebouw in IJlst in de Nederlandse provincie Friesland.

## Beschrijving
De Stadslaankerk uit 1911 is een ontwerp van architect Ane Nauta. De eenbeukige kruiskerk en ongelede toren met spits is gebouwd in een rationalistische stijl. De huidige luidklok uit 1950 werd gegoten door Van Bergen te Heiligerlee ter vervanging van een door de Duitse bezetter gevorderde luidklok uit 1923. De gereformeerde kerk werd in 2008 gekocht door de Stichting Behoud Stadslaankerk.

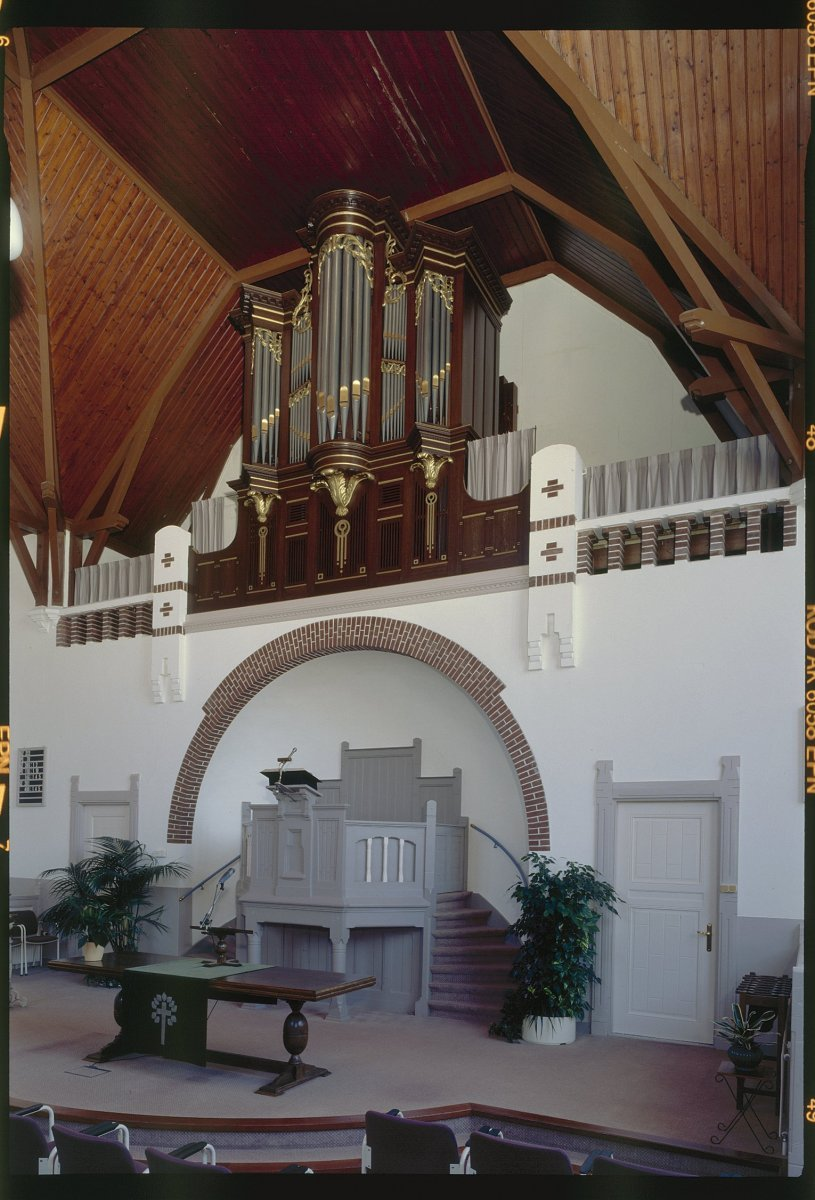
Interieur met orgel (2000)

Het orgel uit 1836 is gemaakt door Willem van Gruisen voor de hervormde kerk in Jutrijp. In 1911 werd het orgel overgeplaatst door Bakker & Timmenga en werd door hen in 1984 gerestaureerd. Het orgel is een rijksmonument.